# 數原顕子
數原 顕子（すはら あきこ、1994年3月20日 - ）は、兵庫県多可郡多可町出身の女子ソフトボール選手（外野手）。2019年日本リーグ最高殊勲選手（MVP）。

## 経歴
兄の影響で多可町立八千代北小学校4年生の時に軟式野球を始める。多可町立八千代中学校に進学後はソフトボールに転向。
夙川学院高等学校、甲賀健康医療専門学校を経て、2014年に日本リーグ1部のシオノギ製薬に入団。2シーズン目の2015年は2部リーグで戦うことになったが、打率.472・本塁打5・打点11の好成績を残して2部リーグのMVPを獲得。チームも1シーズンで1部リーグ復帰を果たした。
2017年には8本塁打を放ち、ホンダリヴェルタの森山遥菜と本塁打王のタイトルを分け合った。
2018年11月に群馬県高崎市で開催されたジャパンカップ国際大会で日本代表に初選出。大会を通じて5番打者に抜擢され、チャイニーズタイペイ戦とオーストラリア戦ではホームランを放った。
2019年は、打率.364（2位）・本塁打10・打点22というキャリアハイの活躍を見せ、本塁打王・打点王・ベストナイン賞（外野手）に加え、シーズンMVPのタイトルも獲得した。
2021年に戸田中央総合病院メディックスに移籍。1年目は、打率.347（3位）・本塁打5・打点12、出塁率はリーグトップの.542という好成績を残し、2度目のベストナイン賞（外野手）を受賞した。2022年のシーズン終了をもって現役引退した。

## 選手としての特徴
數原のバッティングについて、元プロ野球選手の桧山進次郎は「コンパクトなスイングにもかかわらずポンポンと柵越えする」と評している。日本代表監督の宇津木麗華は、打撃が柔らかく、日本リーグにおいて主戦を務めることが多い外国人投手からよく打っていることを「海外エースキラー」と高く評価している。

## 人物・エピソード
2019年9月7日のNECプラットフォームズレッドファルコンズ戦では、1試合で4本塁打・9打点（ともに日本リーグ新記録）をマークした。なお、前の試合の最終打席からこの試合の第3打席にかけて4打席連続ホームランも達成している。
夙川学院高校の時にシオノギ製薬のセレクションを受けたが落選した経験を持つ。その時の悔しさを胸に秘め、2部リーグの甲賀健康医療専門学校で研鑽を積んだことで今の自分があると回想している。初めて日本代表のメンバー表に自分の名前を見つけた時は、我を失いそうになりながら何度も確認し、涙を流したという。
シオノギ製薬では、朝8時半から夕方5時まで仕事をしてからソフトボール練習をするため、練習時間を補う工夫をしながらトレーニングに取り組んでいた。休みの日でも暇さえあれば相手ピッチャーのデータを分析したり、自分の打席を見返したり、課題に対してどう修正・改善していくかを常に考えながら日々を過ごしていた。

## 詳細情報

### 年度別打撃成績
| 年 度                    | チーム                   | 所属リーグ               | 試 合 | 打 席 | 打 数 | 得 点 | 安 打 | 二 塁 打 | 三 塁 打 | 本 塁 打 | 塁 打 | 打 点 | 盗 塁 | 犠 打 | 犠 飛 | 四 球 | 死 球 | 三 振 | 出 塁 | 残 塁 | 打 率 | 出 塁 率 | 長 打 率 | O P S | 備 考   |
| ------------------------ | ------------------------ | ------------------------ | ----- | ----- | ----- | ----- | ----- | -------- | -------- | -------- | ----- | ----- | ----- | ----- | ----- | ----- | ----- | ----- | ----- | ----- | ----- | -------- | -------- | ----- | ------- |
| 2014                     | シオノギ製薬             | 日本リーグ               | 22    | 73    | 59    | 8     | 15    | 1        | 1        | 4        | 30    | 15    | 4     | 3     | 1     | 9     | 1     | 8     | 25    | 16    | .254  | .357     | .508     | .866  |         |
| 2015                     | シオノギ製薬             | 日本リーグ2部AS          | 12    | 44    | 36    | 19    | 17    | 3        | 0        | 5        | 35    | 11    | 1     | 0     | 0     | 7     | 1     | 0     | 25    | 10    | .472  | .568     | .972     | 1.540 |         |
| 2016                     | シオノギ製薬             | 日本リーグ               | 19    | 60    | 55    | 8     | 14    | 2        | 1        | 3        | 27    | 10    | 0     | 1     | 0     | 4     | 0     | 9     | 18    | 11    | .255  | .305     | .491     | .796  |         |
| 2017                     | シオノギ製薬             | 日本リーグ               | 22    | 73    | 68    | 12    | 19    | 3        | 0        | 8        | 46    | 14    | 1     | 1     | 0     | 3     | 1     | 14    | 23    | 11    | .279  | .319     | .676     | .996  |         |
| 2018                     | シオノギ製薬             | 日本リーグ               | 22    | 70    | 57    | 6     | 16    | 2        | 1        | 5        | 35    | 10    | 2     | 0     | 0     | 12    | 1     | 13    | 29    | 25    | .281  | .414     | .614     | 1.028 |         |
| 2019                     | シオノギ製薬             | 日本リーグ               | 22    | 74    | 66    | 16    | 24    | 5        | 0        | 10       | 59    | 22    | 2     | 0     | 1     | 6     | 1     | 14    | 31    | 12    | .364  | .419     | .894     | 1.313 | MVP・B9 |
| 2020                     | シオノギ製薬             | 日本リーグ               | 11    | 37    | 27    | 5     | 6     | 2        | 0        | 1        | 11    | 3     | 2     | 0     | 0     | 10    | 0     | 5     | 16    | 13    | .222  | .432     | .407     | .840  |         |
| 2021                     | 戸田中央総合病院         | 日本リーグ               | 22    | 72    | 49    | 7     | 17    | 0        | 0        | 5        | 32    | 12    | 0     | 0     | 1     | 20    | 2     | 11    | 39    | 16    | .347  | .542     | .653     | 1.195 | B9      |
| 2022                     | 戸田中央                 | JDリーグ東地区           | 29    | 93    | 77    | 9     | 18    | 0        | 0        | 6        | 36    | 12    | 0     | 1     | 0     | 15    | 0     | 19    | 33    | 14    | .234  | .359     | .468     | .826  |         |
| 日本リーグ/JDリーグ：8年 | 日本リーグ/JDリーグ：8年 | 日本リーグ/JDリーグ：8年 | 169   | 552   | 458   | 71    | 129   | 15       | 3        | 42       | 276   | 98    | 11    | 6     | 3     | 79    | 6     | 93    | 214   | 118   | .282  | .392     | .603     | .995  |         |
| 2部リーグ：1年           | 2部リーグ：1年           | 2部リーグ：1年           | 12    | 44    | 36    | 19    | 17    | 3        | 0        | 5        | 35    | 11    | 1     | 0     | 0     | 7     | 1     | 0     | 25    | 10    | .472  | .568     | .972     | 1.540 |         |

- 太字は個人表彰
- 斜字は下位リーグでの成績

### 日本リーグ個人表彰
- 2017年 - 本塁打王（8本）
- 2019年 - 最高殊勲選手賞、本塁打王（10本）、打点王（22打点）、ベストナイン賞（外野手）
- 2021年 - ベストナイン賞（外野手）

### 背番号
- 8（2014 - 2020）
- 29（2021 - 2022）